# Turismo ecosostenibile
Il turismo ecosostenibile (detto anche sostenibile) è un tipo di turismo promosso da operatori che rivolgono una particolare attenzione al rapporto tra attività turistica e natura, e che adottano strategie operative affinché tale rapporto sia all'insegna dell'armonia e del rispetto. L'obiettivo principale è la preservazione dell'ambiente naturale e la ricerca di un nuovo equilibrio tra uomo e natura che favorisca la miglior convivenza possibile. Esso implica la gestione delle risorse in modo da soddisfare le esigenze economiche, sociali ed estetici di base, preservando l'integrità culturale, i processi ecologici essenziali e la diversità biologica.

## Il turismo sostenibile e la resilienza
Il concetto di turismo sostenibile è interlacciato con quelli della salvaguardia dell'ambiente, l'interesse economico della comunità locale ed i derivanti benefici sociali. Il concetto di resilienza si innesta su quello di sviluppo sostenibile in relazione alla interconnessione tra natura ed ecologia .

## Esempi di turismo ecosostenibile
Strutture all'insegna di turismo ecosostenibile si trovano in tutto il mondo, anche in Italia e ad esempio, scelgono di utilizzare lampadine a basso consumo per perseguire una politica di risparmio energetico, consigliano ai clienti un utilizzo consapevole dell'acqua per evitare sprechi, si adoperano nella raccolta differenziata dei rifiuti e propongono soluzioni alternative ai mezzi di trasporto privato per le visite di piacere.
In forte sviluppo è il settore del cicloturismo, sia perché non contribuisce in alcun modo all'inquinamento atmosferico, acustico ecc., sia per il rapporto che si viene a stabilire con il territorio.
Negli ultimi anni ha preso sempre più campo il concetto di "turismo lento", un modo di viaggiare che si basa sulla sostenibilità ambientale e su un turismo che cerca il lato autentico di ogni destinazione, senza la frenesia del turismo di massa.
Il turismo sostenibile è una pratica che si sta diffondendo sempre di più in tutto il mondo. Questo tipo di turismo mira a minimizzare l'impatto ambientale e massimizzare i benefici sociali ed economici della comunità locale. Esistono 8 tipologie di turismo sostenibile, che prendono in considerazione diversi aspetti e attività.
La prima tipologia è il turismo culturale, che valorizza le tradizioni locali e promuove la conoscenza della storia e delle arti delle comunità che lo ospitano.
- Il turismo naturalistico invece si concentra sulla scoperta e la fruizione dei paesaggi naturali, preservandoli nel loro stato originario e incoraggiando la conservazione della biodiversità.
- Il turismo enogastronomico punta alla valorizzazione dei prodotti tipici del territorio e alla promozione della dieta mediterranea, creando anche opportunità di lavoro per le comunità locali.
- Il turismo sportivo invece prevede attività all'aria aperta come trekking, arrampicata, mountain bike, canoa, che si svolgono in modo eco-sostenibile, con il rispetto dell'ambiente circostante.
- Il turismo responsabile cerca di coinvolgere i turisti nella salvaguardia dell'ambiente e nella protezione dei diritti umani e delle comunità locali.
- Il turismo slow, invece, propone un ritmo di vita più lento e rilassato, favorendo la scoperta del territorio in modo più profondo e autentico.
- Il turismo educativo si concentra sulla divulgazione di tematiche socio-ambientali attraverso visite guidate, seminari e attività didattiche, per promuovere la consapevolezza sui problemi ambientali e sociali del territorio.
- Il turismo solidale si basa sulla collaborazione con le comunità locali per lo sviluppo di progetti sostenibili e per la creazione di opportunità di lavoro e di miglioramento delle condizioni di vita della popolazione.

In sintesi, le otto tipologie di turismo sostenibile presentano differenti approcci alla pratica turistica, ma tutte mirano alla promozione di un turismo eco-sostenibile e al benessere delle comunità locali.